# Cenerino
In araldica, il cenerino (chiamato anche cendrée, dal francese cendres, nell'araldica tedesca è chiamato Eisenfarbe) è uno smalto di colore grigio cenere, del ferro, di montagne rocciose o dei muri di pietra.
È raro nell'araldica anglosassone, ma è comune in Germania e frequente in Francia. In Italia è a volte sostituito dal campo di cielo.
Un raro esempio britannico di stemma che presenta il colore cenerino è quello della scuola elementare di Uplawmoor.

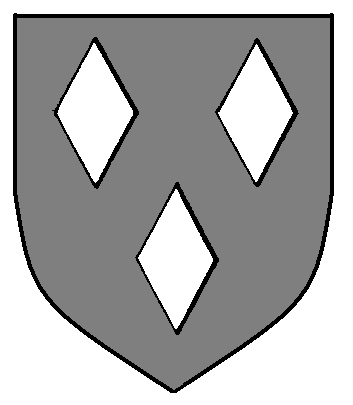
Di cenerino, a tre fusi d'argento (Casato di Lilburn)
Differenza tra cenerino ed argento: il cenerino è nel primo, l'argento nel secondo.
Di cenerino, alla croce di Gerusalemme d'oro.
Partito d'oro e d'azzurro, alla campana di cenerino.
Montagne di cenerino (al naturale)